# Paul Aguilar
Paul Nicolás Aguilar Rojas (Concordia, 6 marzo 1986) è un ex calciatore messicano, di ruolo difensore.

## Carriera

### Club
Ha giocato nella prima divisione messicana.

### Nazionale
Viene convocato per la Copa América Centenario negli Stati Uniti.

## Palmarès

### Club

#### Competizioni nazionali
- Campionato messicano: 3

Pachuca: Clausura 2007
América: Clausura 2013, Apertura 2014

#### Competizioni internazionali
- Coppa Sudamericana: 1

Pachuca: 2006
- CONCACAF Champions' Cup/Champions League: 4

Pachuca: 2007, 2008, 2009-2010
América: 2014-2015
- SuperLiga nordamericana: 1

Pachuca: 2007

### Nazionale
- Gold Cup: 2

2011, 2015